# Derivada de una función en forma paramétrica
Una derivada de una función en forma paramétrica es una derivada en cálculo que se toma cuando ambas variables x e y (tradicionalmente independiente y dependiente, respectivamente) dependen de una tercera variable independiente t, usualmente tomada como «tiempo».

## Primera derivada
Sean {\displaystyle x(t)\,} e {\displaystyle y(t)\,} las coordenadas de los puntos de una curva expresada como una función de variable t. La primera derivada de las ecuaciones paramétricas descritas arriba es dada por:
{\displaystyle {\frac {\frac {dy}{dt}}{\frac {dx}{dt}}}={\frac {y'(t)}{x'(t)}},}
donde la notación {\displaystyle x'(t)\,} indica la derivada de x con respecto de t. Para entender el por qué la derivada aparece de esta manera, recuérdese la regla de la cadena para derivadas:
{\displaystyle {\frac {dy}{dx}}={\frac {dy}{dt}}\cdot {\frac {dt}{dx}}\,}
o en otras palabras
{\displaystyle {\frac {dy}{dx}}={\frac {\frac {dy}{dt}}{\frac {dx}{dt}}}.}
Formalmente, mediante la regla de la cadena;
{\displaystyle {\frac {dy}{dt}}={\frac {dy}{dx}}\cdot {\frac {dx}{dt}}}
y dividiendo ambos miembros por {\displaystyle {\frac {dx}{dt}}} se obtiene la ecuación de arriba.

## Segunda derivada
La segunda derivada de una ecuación paramétrica viene dada por
| {\displaystyle {\frac {d^{2}y}{dx^{2}}}} | {\displaystyle ={\frac {d}{dx}}\left({\frac {dy}{dx}}\right)}                       |
|                                          | {\displaystyle ={\frac {d}{dt}}\left({\frac {dy}{dx}}\right)\cdot {\frac {dt}{dx}}} |
|                                          | {\displaystyle ={\frac {d}{dt}}\left({\frac {y'}{x'}}\right){\frac {1}{x'}}}        |
|                                          | {\displaystyle ={\frac {x'y''-y'x''}{x'^{3}}}}                                      |
mediante el uso de la regla del cociente para derivadas.  El último resultado es muy útil en el cálculo de la curvatura.

## Ejemplo
Por ejemplo, considérese el conjunto de funciones donde:
{\displaystyle x(t)=4t^{2}\,}
y
{\displaystyle y(t)=3t.\,}
Derivando ambas funciones con respecto a t se obtiene que
{\displaystyle {\frac {dx}{dt}}=8t}
y
{\displaystyle {\frac {dy}{dt}}=3,}
respectivamente. Substituyendo estas en la fórmula para la derivada paramétrica, se obtiene
{\displaystyle {\frac {dy}{dx}}={\frac {y'}{x'}}={\frac {3}{8t}},}
donde {\displaystyle x'} y {\displaystyle y'} se entienden como funciones de t.